# Traversée isolée

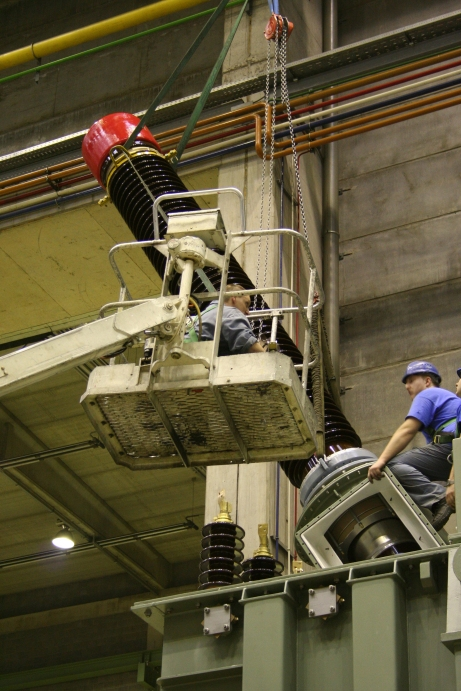
Traversée d'un transformateur avec isolateur en porcelaine, la ligne électrique est connectée à la borne rouge.
En bas, on aperçoit trois autres isolateurs en porcelaine qui sont en fait les traversées des enroulements tertiaires de faible tension

Une traversée isolée (Bushing en anglais, Durchführung en allemand) est un composant électrique proche d'un isolateur « servant à faire passer un ou plusieurs conducteurs à travers une paroi, telle qu'un mur ou une cuve en isolant le ou les conducteurs de cette paroi. » On les retrouve également sur les transformateurs et les GIS pour isoler les conducteurs entre eux.
Ils peuvent atteindre des tensions de 1 200 kV en courant alternatif et de 800 kV en courant continu.
Ils sont constitués à l'intérieur d'une structure capacitive et à l'extérieur d'un isolateur afin d'éviter les arcs électriques en surface.

## Histoire
Les premières traversées furent créées avec les premiers transformateurs en 1890. Les traversées influençant le champ électrique furent inventées en 1908 par Westinghouse. La même année ASEA (actuellement ABB) développa une technologie similaire.
La technologie du papier imprégné d'huile date des années 1920, celle du papier imprégné de résine des années 1950.

## Principe

### Problème initial
Supposons que l'on traverse une paroi avec un simple isolateur classique (voir schéma). Sur la surface de celui-ci à une extrémité on a le potentiel U, au centre un potentiel nul. La capacité surfacique étant plus élevée que la capacité à travers l'isolant, on obtient une répartition de la tension suivante :

Représentation d'une traversée simple

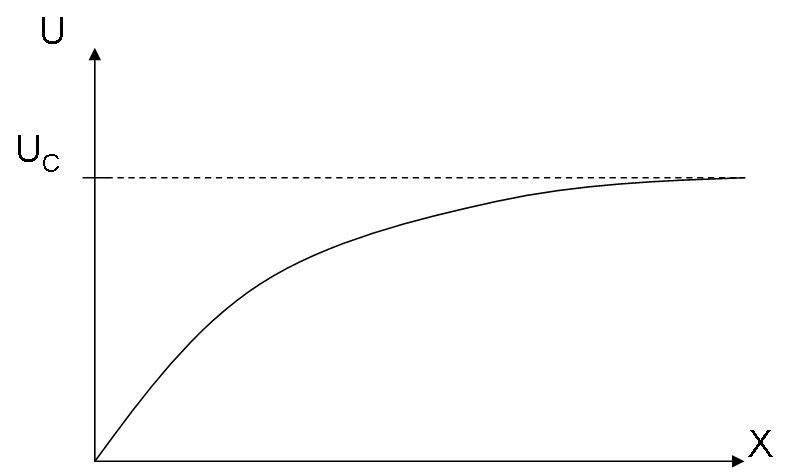
Courbe de la tension à la surface de la traversée

Le champ électrique est beaucoup plus élevé au centre de la traversée qu'aux extrémités (le champ est la dérivée de la tension). Si cette valeur dépasse la valeur de résistance diélectrique du matériau isolant, cela conduit à des décharges partielles, voire à un défaut de celui-ci. Il faut donc diminuer la composante tangentielle du champ électrique à ce niveau, mieux le répartir afin que les côtés soient plus contraints et le centre moins.
Des éléments capacitifs sont introduits dans la traversée pour influencer le champ électrique.

### Solution
L'introduction de feuilles d'aluminium concentriques dans l'isolation permet de modifier le comportement capacitif de celle-ci. Les feuilles d'aluminium forment en effet entre elles des capacités, en jouant sur leurs espacements et leurs longueurs on peut influencer le champ électrique au niveau de la paroi.
Soit des feuilles d'aluminium enroulé de manière cylindrique autour du conducteur. En utilisant le théorème de Gauss on peut facilement démontrer que la valeur de la capacité formée par deux feuilles d'aluminium séparée par de l'isolant est :
{\displaystyle C={\frac {2\epsilon \pi l}{\ln({\frac {r_{ext}}{r_{int}}})}}}
Où {\displaystyle \epsilon } est la permittivité diélectrique de l'isolant, {\displaystyle r_{ext}} le rayon du cylindre extérieur, {\displaystyle r_{int}} le rayon du cylindre intérieur et l la plus petite longueur.
Afin d'avoir un champ électrique radial constant, il faut que toutes les capacités en parallèle aient une valeur constante. On obtient donc en numérotant les feuilles d'aluminium en commençant par la plus proche du conducteur vers l'extérieur :
{\displaystyle C={\frac {2\epsilon \pi l_{2}}{\ln({\frac {r_{2}}{r_{1}}})}}={\frac {2\epsilon \pi l_{3}}{\ln({\frac {r_{3}}{r_{2}}})}}={\frac {2\epsilon \pi l_{i+1}}{\ln({\frac {r_{i+1}}{r_{i}}})}}}
Et en simplifiant :
{\displaystyle {\frac {l_{2}}{\ln({\frac {r_{2}}{r_{1}}})}}={\frac {l_{3}}{\ln({\frac {r_{3}}{r_{2}}})}}={\frac {l_{i+1}}{\ln({\frac {r_{i+1}}{r_{i}}})}}}

## Construction

Schéma d'une traversée isolée

Le conducteur est sous haute tension, le mur est au potentiel nul (ou potentiel de référence), il faut donc les éloigner suffisamment pour éviter une décharge électrique entre les deux, que ce soit à l'intérieur de l'isolation (au centre de la traversée) ou par l'extérieur en surface de celle-ci. 
Si en intérieur connaître la distance dans l'air nécessaire suffit à déterminer la longueur de l'isolateur, en extérieur l'humidité et la pollution de l'isolateur risquent de créer un chemin conducteur sur sa surface. Pour éviter cela, on augmente la longueur du contour de l'isolateur au moyen d'ailettes adaptées à l'environnement rencontré.

## Technologie pour l'isolant
Trois technologies existent : les traversées en papier imprégné d'huile (OIP), les traversées en papier enduit de résine (RBP) et les traversées en papier imprégné de résine (RIP),. Par ailleurs, les traversées peuvent être conçues pour être installées en plein air, ou en intérieur. 
Dans les trois cas, un faible niveau de décharges partielles caractérise une bonne isolation.

### En papier imprégné d'huile

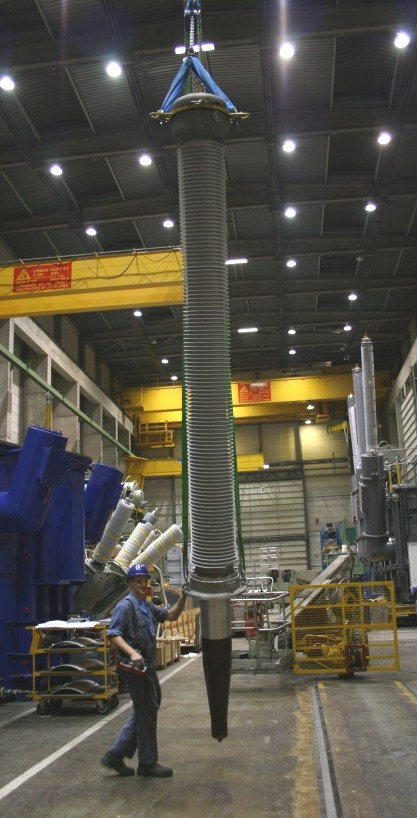
Traversée 420 kV

C'est la technologie historique, une bande de papier et des feuilles d'aluminium sont enroulées alternativement autour du conducteur avec une épaisseur différente. Les feuilles d'aluminium forment les conducteurs des capacités, les feuilles de papier l'isolant. Par la suite, le papier est imprégné d'huile, c'est-à-dire chauffé sous vide dans un bain d'huile, ainsi, les bulles d'air dans le papier sont chassées et remplacées par de l'huile qui a une forte rigidité diélectrique.

### En papier enduit de résine
Le conducteur est enrobé dans d'un mélange de phénoplaste et de papier. Leur haut niveau de décharges partielles les restreint aux basses tensions.

### En papier imprégné de résine

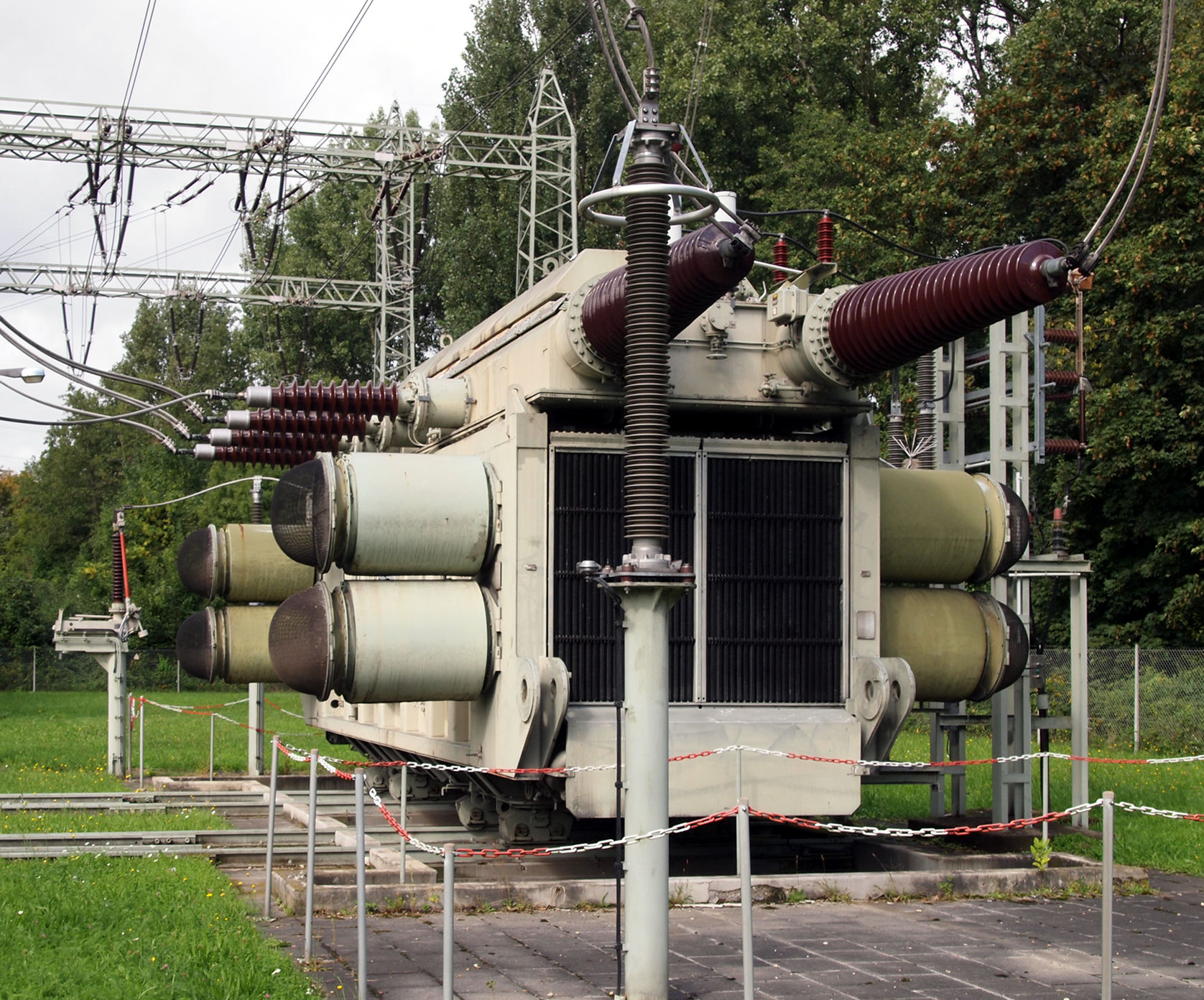
Traversées 110 kV et 220 kV

C'est la technologie dominante de nos jours. Elle utilise de l'époxy en lieu et place de l'huile pour l’imprégnation du papier, on chauffe sous vide l'ensemble de la même façon que dans la technologie OIP. De ce fait l'isolation est solide contrairement à l'isolation liquide OIP. L'avantage de cette technologie est tout d'abord l'absence d'huile ; les risques de fuite, de pollution et d'incendie sont donc éliminés. La traversée est alors totalement étanche ce qui évite que l'humidité n'entre.

### Isolation supplémentaire
Pour les traversées de très haute tension, l'isolation influençant le champ est beaucoup plus courte que la longueur totale de l'isolateur, pour isoler l'espace entre cet isolateur et le conducteur on utilise en général du SF6 sous pression à la place de l'air.
Dans d'autres variantes, le SF6 est confiné à la partie proche de la fixation.
Auparavant ce rôle était souvent joué par de l'huile minérale. Cependant celle-ci a le défaut de pouvoir s'enflammer ou de fuir.

### Isolateur
Les isolateurs peuvent être réalisés soit en porcelaine, soit en silicone. Ces derniers sont plus légers et ont de meilleures propriétés hydrophobes, ce qui est utile pour protéger efficacement le composant en cas de climat humide ou fortement pollué. De plus ils n'ont pas le défaut des isolateurs en porcelaine dont les éclats forment des projectiles dangereux en cas de défaillance.

## Grandeurs caractéristiques
- Courant assigné[16]
- Tension la plus élevée pour le matériel[17]

## Protection et monitoring
Les traversées isolées sont des éléments fragiles. Une défaillance peut rapidement mener à l'incendie à la fois de la traversée elle-même, mais également du transformateur adjacent. Celui-ci étant rempli d'huile, les conséquences peuvent être catastrophiques. Une surveillance accrue des traversées est donc nécessaire. Pour cela le niveau d'huile est généralement indiqué par une jauge. Par ailleurs la mesure du facteur de perte, {\displaystyle tan(\delta )}, permettant de déterminer la qualité de l'isolation électrique est réalisée en continu sur les traversées modernes. Cette valeur est, pour rappel, le rapport entre le courant résistif et le courant capacitif dans l'isolation, l'idéal étant une isolation purement capacitive.

## Normes applicables
- CEI 60137 : Traversées isolées pour tensions alternatives supérieures à 1 000 V, version 2008.

## Fabricants
- Hochspannungsgeräte GmbH dite « HSP », constructeur allemand situé à Troisdorf. Il employait, en 2011, 257 employés[12]. En 2009, il appartenait à 100 % à Siemens[19].
- ABB, constructeur suisso-suédois, depuis 1908 pour la filiale suédoise[13]. L'ancien nom de la filiale suisse était Micafil[20].
- Passoni & Villa, constructeur italien appartenant à Alstom.
- « Trench », constructeur appartenant au groupe Siemens.
- MGC Moser-Glaser AG, constructeur indépendant depuis 1914, inventeur de l'isolation RIP.

Pour les connexions de câbles il faut ajouter :
- Pfisterer, constructeur allemand.
- Nexans, constructeur français.